# Luc Guérin
Pour les articles homonymes, voir Guérin.
Luc Guérin (né le 12 novembre 1959) est un acteur québécois. Il est surtout connu pour avoir son rôle de Jacques Phaneuf dans le téléroman Virginie et celui de Marcel dans la saga cinématographique et télévisuelle Les Boys.

## Biographie
Il est le conjoint de la comédienne Catherine Sénart.

## Carrière

### Filmographie
| Année | Titre                      | Rôle               |
| ----- | -------------------------- | ------------------ |
| 1973  | J'irai comme un cheval fou | Aden enfant        |
| 1990  | Le Party                   | Bebitte            |
| 1994  | Louis 19, le roi des ondes | Cameraman distrait |
| 1996  | Angélo, Frédo et Roméo     | Roméo              |
| 1996  | L'Homme idéal              | Père de Lucie      |
| 1997  | Les Boys                   | Marcel Bilodeau    |
| 1998  | Les Boys 2                 | Marcel Bilodeau    |
| 1999  | Histoires d'hiver          | Hervé Roy          |
| 2000  | La Veuve de Saint-Pierre   | Captain Dumontier  |
| 2001  | Les Boys 3                 | Marcel Bilodeau    |
| 2005  | Les Boys 4                 | Marcel Bilodeau    |
| 2013  | Il était une fois les Boys | Gérard Bilodeau    |

### Série télévisée
| Année     | Titre                           | Rôle                                     | Notes        |
| --------- | ------------------------------- | ---------------------------------------- | ------------ |
| 1989      | CTYVON                          | L'Amérindien Winnebago                   |              |
| 1991      | Denise... aujourd'hui           |                                          |              |
| 1992      | Bye Bye 1992                    | Claude Morin, Christophe Colomb          | Télévision   |
| 1993      | La Petite Vie                   | Préposé au camping, gynécologue, docteur | (3 épisodes) |
| 1994      | Les Grands Procès               | Gédéon Bernard                           |              |
| 1997      | Diva                            | Denis Léger                              |              |
| 1997      | Le Masque                       | Richard Forest                           |              |
| 1996      | Urgences                        |                                          |              |
| 1998      | Réseaux                         | Maxim                                    |              |
| 1999      | Radio                           |                                          |              |
| 2000      | Willie                          | Willie Lamothe                           |              |
| 2001      | Fred-dy                         | Frédéric                                 |              |
| 2002      | Max Inc.                        | Martin Aucoeur                           |              |
| 2004      | Le Petit Monde de Laura Cadieux | Maurice Gendron                          |              |
| 2005      | Détect.inc.                     | Don Pépé                                 |              |
| 2006–2010 | Virginie                        | Jacques Phaneuf                          |              |
| 2007–2012 | Les Boys                        | Marcel Bilodeau                          |              |
| 2011      | Trauma 2                        | Docteur Laprade                          |              |
| 2013–2014 | Et si ?                         | Rôles multiples                          |              |
| 2013–2019 | Unité 9                         | Steven Picard                            |              |
| 2018      | Victor Lessard                  | Marc Piché                               | 6 épisodes   |

### Théâtre
| Année | Titre               | Rôle                | Notes            |
| ----- | ------------------- | ------------------- | ---------------- |
| 2013  | Cabaret             | Maître de cérémonie | Comédie musicale |
| 2013  | La Puce à l'oreille | Carlos              | Théâtre          |

## Distinctions

### Récompenses
- 2001 : Prix Gémeau, Meilleure interprétation premier rôle masculin : dramatique – Willie
- 2015 : Prix Gémeau, Meilleure interprétation, rôle de soutien masculin : dramatique - Unité 9